# Білоконівка
Білоконівка — село в Україні, у Білицькій селищній громаді Полтавського району Полтавської області. Населення становить 103 осіб.

## Географія
Село Білоконівка знаходиться на лівому березі річки Кустолове, вище за течією на відстані 0,5 км розташоване село Червоні Квіти, нижче за течією на відстані 2 км розташоване село Чорбівка.

## Історія
12 червня 2020 року, відповідно до розпорядження Кабінету Міністрів України № 721-р «Про визначення адміністративних центрів та затвердження територій територіальних громад Полтавської області», село увійшло до складу Білицької селищної громади.
19 липня 2020 року, в результаті адміністративно - територіальної реформи та ліквідації  Кобеляцького району, село увійшло до складу новоутвореного Полтавського району.